# Liste der Naturdenkmale in Hinterweidenthal
Die Liste der Naturdenkmale in Hinterweidenthal nennt die im Gemeindegebiet von Hinterweidenthal ausgewiesenen Naturdenkmale (Stand 23. Mai 2024).

## Naturdenkmale
| Nr.         | Bezeichnung      | Lage                                                            | Beschreibung                      | Bild                                    |
| ----------- | ---------------- | --------------------------------------------------------------- | --------------------------------- | --------------------------------------- |
| ND-7340-241 | Teufelstisch     | westlich des Ortes Lage                                         | tischförmiger Buntsandsteinfelsen | mehr Fotos \| Fotos hochladen           |
| ND-7340-242 | Heufels          | südwestlich des Ortes; Abteilung Am Heufelsen Lage              | Buntsandsteinfelsen               | Fotos hochladen                         |
| ND-7340-243 | Heibertstein     | Steinhalderstraße, am Sportplatz Lage                           | Buntsandsteinfelsen               | Direkt Bild zu diesem Denkmal hochladen |
| ND-7340-244 | Dreikönigsfelsen | südlich des Ortes an der Nordseite des Kleinen Hellenbergs Lage | Buntsandsteinfelsen               | mehr Fotos \| Fotos hochladen           |
| ND-7340-245 | Rappenfelsen     | nordwestlich des Ortes, oberhalb der Waldstraße Lage            | Buntsandsteinfelsen               | Fotos hochladen                         |

## Ehemalige Naturdenkmale
| Nr. | Bezeichnung | Lage                     | Beschreibung                                       | Bild                                    |
| --- | ----------- | ------------------------ | -------------------------------------------------- | --------------------------------------- |
|     | Zwei Linden | Im Tal, am Friedhof Lage | Tilia sp., zwei Bäume; Rechtsverordnung aufgehoben | Direkt Bild zu diesem Denkmal hochladen |